# Cordula (Heilige)

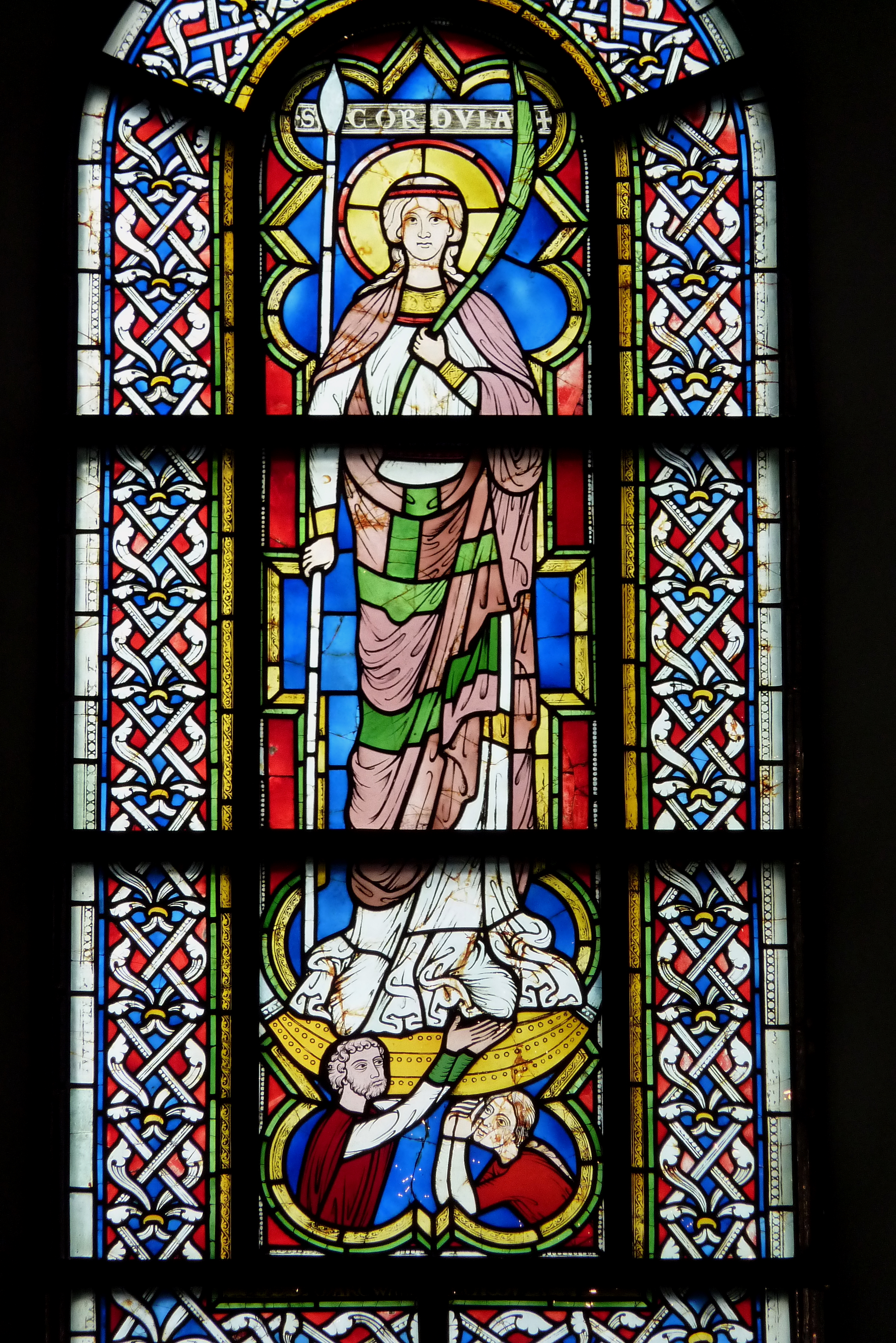
Heilige Cordula – Detail aus dem linken Fenster in der Apsis von St. Kunibert in Köln aus der Zeit um 1220

Cordula (auch: Kordula; † um 304 oder um 451) ist der Name einer Jungfrau, Märtyrin und Heiligen der katholischen Kirche.

## Überlieferung
Cordula zählt zu den Jungfrauen (nach einer Legende waren es bis zu elftausend), die mit der heiligen Ursula auf einem Schiff aus England gekommen waren und in Köln das Martyrium erlitten. Beim Herannahen der Hunnen hielt Cordula sich im unteren Schiffsraum auf und entrann dem Blutbad. Am nächsten Morgen ging sie freiwillig ins Lager der Mörder, um sich dem Martyrium nicht zu entziehen. Auch sie wurde von den Hunnen getötet.
Die Herkunft des Namens Cordula von dem lateinischen Wort cor, cordis (= Herz, Mut) ist sehr wahrscheinlich und könnte demnach „die Beherzte“ oder „die Mutige“ bedeuten. Es könnte aber auch vom Griechischen kora oder kóre herrühren, das auf Deutsch so viel wie ‚Mädchen‘ oder ‚Jungfräulichkeit‘ bedeutet.
Die älteste bekannte Darstellung der hl. Cordula befindet sich auf einem Apsisfenster aus der Zeit um 1220 in der Kirche St. Kunibert in Köln. Cordula wird in langem Gewand und Mantel dargestellt. In ihrer rechten Hand hält sie eine Lanze und in der linken Hand die Märtyrerpalme. Sie steht auf einem Schiff; ein Mann und eine Frau heben bittend ihre Hände zu ihr empor. Auf ihrem Haupt trägt sie einen Kranz, ein Symbol der Jungfräulichkeit. Oft wird sie mit einer Krone dargestellt zum Zeichen ihrer königlichen Abstammung und als Attribut des Martyriums. Cordula gilt als Schutzheilige der Schiffer, Pilger und Reisenden.
Die Gebeine der heiligen Cordula kamen in die Johanniskirche in Köln, wo sie 1278 vom Gelehrten und Bischof Albertus Magnus zu Reliquien erhoben wurden. Nach der Säkularisation kamen sie nach Königswinter und Rimini. Auch im Domschatz von Osnabrück findet sich ein Cordulaschrein. Der Cordulaschrein aus dem Domschatz von Cammin (heute Kamień Pomorski) ist seit dem Zweiten Weltkrieg verschollen.
Der Gedenktag der hl. Cordula ist der 22. Oktober.